# オリー・ワトキンス
オリヴァー・ジョージ・アーサー・ワトキンズ（Oliver George Arthur Watkins, 1995年12月30日 - ）は、イングランド・デヴォン州トーキー出身のサッカー選手。プレミアリーグ・アストン・ヴィラFC所属。イングランド代表。ポジションはFW。

## 経歴

### エクセターシティ
8歳の時にエクセター・シティFCのユースアカデミーに入団。2013年にトップチームに昇格し、EFLリーグ2 (3部リーグ)でプロデビュー。2014-15シーズン途中にナショナルリーグ・サウス (6部リーグ)のウェストン・スーパー・メアAFCにローン移籍し、シーズン途中加入ながら24試合で10ゴールを決め、プロ初のシーズン二桁ゴールを記録。同シーズン終了後にエクセター・シティに復帰し、2016-17シーズンは15ゴールを記録した。

### ブレントフォード
2017年7月17日、ブレントフォードFCと4年契約を締結。加入3年目の2019-20シーズンはEFLチャンピオンシップ (2部リーグ)で26ゴールを決め得点王を獲得。チームは3位に入り、昇格プレーオフに進出するも、決勝でフラムFCに1-2で敗れた。

### アストン・ヴィラ
2020年9月9日、アストン・ヴィラFCと5年契約を締結。2020年10月4日のリヴァプールFC戦では、前半4分にプレミアリーグ初ゴールを決めると、22分、36分と立て続けにゴールを奪い、プレミアリーグ初ゴールから前半だけでハットトリックを達成し、2019-20シーズン王者相手に7-2の歴史的大勝を演出した。これはリヴァプールにとって過去57年で最も大くの失点し喫した敗戦で、チャンピオンクラブが1 試合で7ゴールを許したのはプレミアリーグ史上初めてのことであった。2021年2月6日のアーセナルFC戦でゴールを決めシーズン10ゴール目を記録。2021年4月10 日、ワトキンスは再びリヴァプール戦で得点を挙げ、2008-09シーズンのアンドレイ・アルシャヴィン以来、プレミアリーグの1シーズンでリヴァプール戦で4ゴールを決めた2人目の選手となった。シーズン14ゴールを記録した。なお、アストン・ヴィラの選手としてプレミアリーグで2桁得点を記録したのは2014-15シーズンのクリスティアン・ベンテケ以来となった。
2021-22シーズンも、35試合に出場し11得点し2年連続でシーズン2桁得点を記録。
2022-23シーズンは、2022年4月1日プレミアリーグ第29節、チェルシー戦で1ゴールを決めアストン・ヴィラの選手としてアウェイゲーム5戦連続得点を記録した最初の選手となった。
2023-24シーズン、2023年8月23日のUEFAヨーロッパカンファレンスリーグプレーオフラウンドの5-0で勝利したハイバーニアンFC戦でハットトリックを達成し、チームのグループステージ進出を確実にした。9月30日、6-1で勝利したホームのブライトン・アンド・ホーヴ・アルビオンFC戦で、2023-24シーズン2度目、アストン・ヴィラでは3度目となるハットトリックを達成した。 10月6日、クラブとの契約を2028年まで延長した。2024年4月14日、2-0で勝利したアーセナルとのアウェイ戦でゴールを決め、PKなしで19ゴールを達成。アストン・ヴィラのプレミアリーグ1シーズンでの最多得点記録保持者となり、 2012-13シーズンのクリスティアン・ベンテケの記録に並んだ。5月14日、クラブのサポーターズによるプレーヤーズ・プレーヤー・オブ・ザ・シーズンに選ばれた。
このシーズンで13アシストを記録し、プレミアリーグのプレイメーカー・オブ・ザ・シーズン賞（アシスト王）を受賞した。

## 代表経歴
2021年3月に、2022 FIFAワールドカップ・ヨーロッパ予選に向けてのイングランド代表に初招集。25日のサンマリノ戦で代表戦デビューを果たし、ゴールも決めた。
2024年、UEFA EURO 2024準決勝のオランダ戦では、90分に決勝点となったゴールを決めて、チームの決勝進出に貢献した。このゴールでUEFAプレーヤー・オブ・ザ・マッチに選出。UEFAテクニカル・オブザーバー委員会は「素晴らしい個人技のゴールで大きなインパクトを残した」と評価した。ゴールを振り返ったワトキンスは「あの瞬間を何週間も待っていた。チャンスが来て、それを両手でつかんだ。(同じ交代選手のコール・パーマーに)『君が僕にアシストしてくれ』と言ったんだ。だから、彼がボールを受けた瞬間、僕にパスを出すと分かったよ。ゴールの隅にボールが入った時は最高の気分だったよ」と喜びを語った。

## プレイスタイル
- 憧れのプレイヤーとしてティエリ・アンリを挙げ、キャリアの初期はウィンガーとしてプレイしたが、ブレントフォードに渡り、ストライカーの位置にコンバートされとして能力を開花させた[15]。

## エピソード
- 母親のデルシ・メイはルビー・ワシントン名義で活動するソウルシンガーで「小さい頃、兄と一緒に母のコンサートに連れていってもらっていた。母はクルーズ船で働いていたこともあって、家を留守にするときはよく行っていたんだ。僕の歌唱力？そのことでは家族をがっかりさせてしまったかもしれない。母から受け継いだものの1つは、とても良い音楽の趣味だと思う。祖父はフランク・シナトラを、母はホイットニー・ヒューストンやブルース、ソウルミュージックなんかを聴いていた。僕もそういう音楽が大好きなんだよ」と語っている[16]。
- オリーの両親は彼が10代の頃に離婚しており、母親はオリーを含む4人の子供たちをほぼ一人で育てたあげた[17]。
- もし、サッカー選手になっていなかったら何になっている？という質問には「正直言って、セインズベリーズ（イギリスのスーパーマーケット）とかで働いてるだろうね」と答えている[18]。

## 個人成績

### クラブ
2024年5月20日現在
| クラブ                            | シーズン     | 背番号       | リーグ                 | リーグ | リーグ | FAカップ | FAカップ | EFLカップ | EFLカップ | ヨーロッパ | ヨーロッパ | その他 | その他 | 合計 | 合計   |
| クラブ                            | シーズン     | 背番号       | リーグ                 | 出場   | ゴール | 出場     | ゴール   | 出場      | ゴール    | 出場       | ゴール     | 出場   | ゴール | 出場 | ゴール |
| --------------------------------- | ------------ | ------------ | ---------------------- | ------ | ------ | -------- | -------- | --------- | --------- | ---------- | ---------- | ------ | ------ | ---- | ------ |
| エクセター・シティ                | 2012-13      | 34           | リーグ2                | 1      | 0      | 0        | 0        | 0         | 0         | —          | —          | 0      | 0      | 1    | 0      |
| エクセター・シティ                | 2013-14      | 29           | リーグ2                | 2      | 0      | 0        | 0        | 0         | 0         | —          | —          | 1      | 1      | 3    | 1      |
| エクセター・シティ                | 2014-15      | 29           | リーグ2                | 20     | 8      | 2        | 1        | 0         | 0         | —          | —          | 0      | 0      | 22   | 9      |
| エクセター・シティ                | 2015-16      | 14           | リーグ2                | 45     | 13     | 0        | 0        | 2         | 0         | —          | —          | 5      | 3      | 52   | 16     |
| エクセター・シティ                | 合計         | 合計         | 合計                   | 68     | 21     | 2        | 1        | 2         | 0         | —          | —          | 6      | 4      | 78   | 26     |
| ウェストン・スーパー・メア (loan) | 2016-17      | 11           | カンファレンス・サウス | 24     | 10     | —        | —        | —         | —         | —          | —          | 1      | 0      | 25   | 10     |
| ブレントフォード                  | 2017-18      | 11           | チャンピオンシップ     | 45     | 10     | 1        | 0        | 2         | 1         | —          | —          | —      | —      | 48   | 11     |
| ブレントフォード                  | 2018-19      | 11           | チャンピオンシップ     | 41     | 10     | 3        | 2        | 1         | 0         | —          | —          | —      | —      | 45   | 12     |
| ブレントフォード                  | 2019-20      | 11           | チャンピオンシップ     | 46     | 25     | 0        | 0        | 1         | 0         | —          | —          | 3      | 1      | 50   | 26     |
| ブレントフォード                  | 合計         | 合計         | 合計                   | 132    | 45     | 4        | 2        | 4         | 1         | —          | —          | 3      | 1      | 143  | 49     |
| アストン・ヴィラ                  | 2020–21      | 11           | プレミアリーグ         | 37     | 14     | 0        | 0        | 3         | 2         | —          | —          | —      | —      | 40   | 16     |
| アストン・ヴィラ                  | 2021–22      | 11           | プレミアリーグ         | 35     | 11     | 1        | 0        | 0         | 0         | —          | —          | —      | —      | 36   | 11     |
| アストン・ヴィラ                  | 2022–23      | 11           | プレミアリーグ         | 37     | 15     | 1        | 0        | 2         | 1         | —          | —          | —      | —      | 40   | 16     |
| アストン・ヴィラ                  | 2023–24      | 11           | プレミアリーグ         | 37     | 19     | 3        | 0        | 1         | 0         | 12         | 8          | —      | —      | 53   | 27     |
| アストン・ヴィラ                  | 2024-25      | 11           | プレミアリーグ         | 38     | 16     | 4        | 0        | 0         | 0         | 12         | １         | —      | —      | 54   | 17     |
| アストン・ヴィラ                  | 合計         | 合計         | 合計                   | 184    | 75     | 9        | 0        | 6         | 3         | 24         | 9          | —      | —      | 223  | 87     |
| キャリア合計                      | キャリア合計 | キャリア合計 | キャリア合計           | 409    | 151    | 15       | 3        | 12        | 4         | 24         | ９         | 10     | 5      | 469  | 172    |

### 代表
2025年6月7日現在
国際Aマッチ 18試合 5得点（2021年 - ）
| イングランド代表 | 国際Aマッチ | 国際Aマッチ |
| 年               | 出場        | ゴール      |
| ---------------- | ----------- | ----------- |
| 2021             | 5           | 1           |
| 2022             | 2           | 1           |
| 2023             | 2           | 1           |
| 2024             | 9           | 2           |
| 合計             | 18          | 5           |

## タイトル

### 代表
イングランド
- UEFA欧州選手権準優勝：2024年

### 個人
- PFAファン月間最優秀選手: 2016年3月
- EFLチャンピオンシップ月間最優秀若手選手賞: 2016年3月
- EFLチャンピオンシップ年間最優秀若手選手賞: 2017年4月
- EFLチャンピオンシップ年間最優秀選手：2019-20
- EFLチャンピオンシップ得点王：2019-20
- PFA年間ベストイレブン：2019-20
- アストン・ヴィラFC サポーターズ・プレイヤー・オブ・ザ・シーズン: 2023-24
- アストン・ヴィラFC 年間最優秀選手賞: 2023-24
- プレミアリーグプレイメーカー・オブ・ザ・シーズン賞（アシスト王）: 2023-2024
- プレミアリーグファンチーム・オブ・ザシーズン：2023-2024
- PFA年間ベストイレブン（プレミアリーグ）: 2023-24